# Todas las voces
Todas las voces es un programa de televisión uruguayo emitido por Canal 4. Conducido por Viviana Ruggiero, está conformado por un panel que debate temas de actualidad. 
Estrenado el 14 de marzo de 2017, se transmitió durante seis temporadas hasta 2022. Después no emitirse durante 2023, en marzo de 2024 se anunció la renovación del programa para una nueva temporada, en el marco del año electoral.

## Formato
En cada programa junto al panel y un grupo de invitados se debate sobre un tema de la actualidad. El programa busca incentivar la diversidad de opiniones que pueden existir sobre un mismo tema. Además la audiencia podrán interactuar con el programa mandando mensajes o votando en un sondeo de opinión que se realiza mediante Twitter.
A partir de la octava temporada se introdujeron cambios en el formato del programa, que dejó de contar con un panel fijo y comenzó a presentar invitados rotativos para debatir los distintos temas.

## Equipo

### Conducción
| Panelista        | Años | Años | Años | Años | Años | Años | Años |
| Panelista        | 2017 | 2018 | 2019 | 2020 | 2021 | 2022 | 2024 |
| ---------------- | ---- | ---- | ---- | ---- | ---- | ---- | ---- |
| Daniel Castro    |      |      |      |      |      |      |      |
| Viviana Ruggiero |      |      |      |      |      |      |      |

### Panel
| Panelista           | Años | Años | Años | Años | Años | Años | Años |
| Panelista           | 2017 | 2018 | 2019 | 2020 | 2021 | 2022 | 2024 |
| ------------------- | ---- | ---- | ---- | ---- | ---- | ---- | ---- |
| Conrado Hughes      |      |      |      |      |      |      |      |
| Mónica Bottero      |      |      |      |      |      |      |      |
| Óscar Andrade       |      |      |      |      |      |      |      |
| Roberto Hernández   |      |      |      |      |      |      |      |
| Alejandra Labraga   |      |      |      |      |      |      |      |
| Viviana Ruggiero    |      |      |      |      |      |      |      |
| Gabriel Mazzarovich |      |      |      |      |      |      |      |
| José Bayardi        |      |      |      |      |      |      |      |
| Adolfo Garcé        |      |      |      |      |      |      |      |
| Laura Raffo         |      |      |      |      |      |      |      |
| Eduardo Brenta      |      |      |      |      |      |      |      |
| Fernando Santullo   |      |      |      |      |      |      |      |
| Francisco Faig      |      |      |      |      |      |      |      |
| Raúl Castro         |      |      |      |      |      |      |      |
| Rodolfo Fattoruso   |      |      |      |      |      |      |      |
| Tomás Friedmann     |      |      |      |      |      |      |      |

### Sondeo
| Panelista      | Años | Años | Años | Años | Años | Años | Años |
| Panelista      | 2017 | 2018 | 2019 | 2020 | 2021 | 2022 | 2024 |
| -------------- | ---- | ---- | ---- | ---- | ---- | ---- | ---- |
| Jimena Sabaris |      |      |      |      |      |      |      |

## Temporadas
| Temporadas de Todas las Voces | Temporadas de Todas las Voces | Temporadas de Todas las Voces | Temporadas de Todas las Voces | Temporadas de Todas las Voces |
| Temporada                     | Cant.                         | Comienzo                      | Final                         | Rfs.                          |
| ----------------------------- | ----------------------------- | ----------------------------- | ----------------------------- | ----------------------------- |
| Primera                       | 80                            | 14 de marzo de 2017           | 21 de diciembre de 2017       | [ 6 ]                         |
| Segunda                       | 70                            | 3 de abril de 2018            | 29 de noviembre de 2018       | [ 7 ] [ 8 ]                   |
| Tercera                       | 32                            | 7 de mayo de 2019             | 17 de diciembre de 2019       | [ 7 ]                         |
| Cuarta                        | 44                            | 2 de marzo de 2020            | 14 de diciembre de 2020       | [ 9 ] [ 10 ]                  |
| Quinta                        | 42                            | 1 de marzo de 2021            | 20 de diciembre de 2021       | [ 11 ] [ 12 ]                 |
| Sexta                         | 31                            | 28 de marzo de 2022           | 14 de noviembre de 2022       | [ 13 ] [ 14 ]                 |
| Séptima                       | 35                            | 12 de abril de 2024           | 13 de diciembre de 2024       | [ 15 ]                        |
| Octava                        | -                             | 11 de abril de 2025           | -                             | [ 16 ]                        |

## Premios y nominaciones
| Año  | Premiación   | Categoría          | Dirigido a      | Resultado | Refs.         |
| ---- | ------------ | ------------------ | --------------- | --------- | ------------- |
| 2018 | Premios Iris | Periodístico en TV | Todas las voces | Ganadores | [ 17 ] [ 18 ] |
| 2018 | Premios Iris | Revelación en TV   | Conrado Hughes  | Nominado  | [ 17 ] [ 18 ] |
| 2018 | Premios Iris | Revelación en TV   | Óscar Andrade   | Nominado  | [ 17 ] [ 18 ] |